# フェルナンド・カネシン・マトス
フェルナンド・カネシン（Fernando Canesin）ことフェルナンド・カネシン・マトス（ポルトガル語: Fernando Canesin Matos、1992年2月27日 - ）は、ブラジルのサッカー選手。ポジションはMF。

## クラブ歴
2010年1月にRSCアンデルレヒトの下部組織に半年の契約で加入。直前に大怪我を負いながらも欧州での生活に適応したため、その後5年契約を締結した。2011年5月17日の最終節に選手初出場を記録した。同年12月15日にUEFAヨーロッパリーグ 2011-12で選手初得点を記録した。
2013年夏にKVオーステンデに期限付き移籍。翌年完全移籍した。
2020年にアトレチコ・パラナエンセに移籍し、母国での初めてのプロ生活となった。
2022年2月3日にクルゼイロECに完全移籍した。